# Aleksander Rycerski

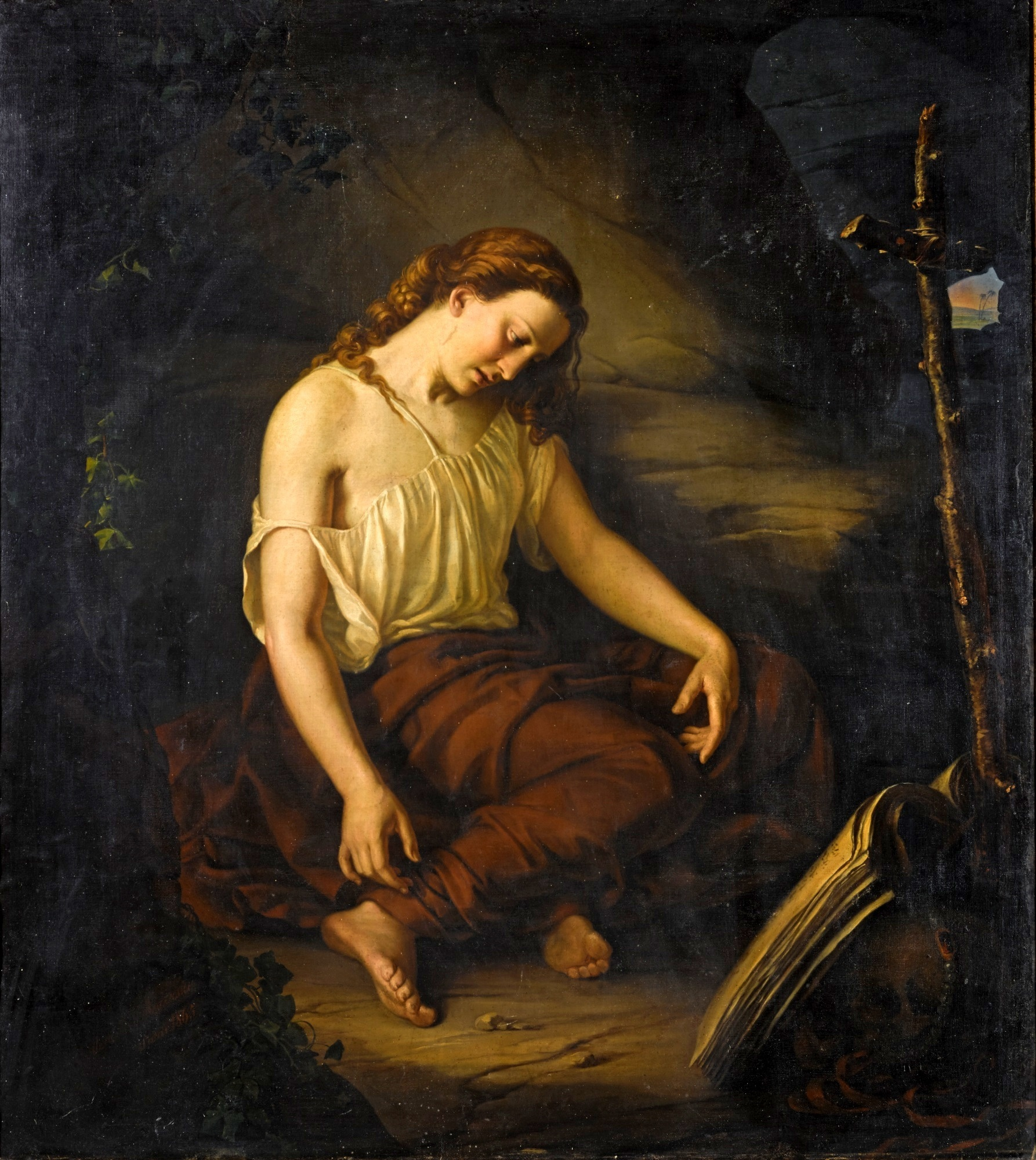
Maria Magdalena

Aleksander Rycerski (ur. 15 listopada 1825 w Sperandzie, zm. 30 listopada 1866 w Paryżu) – polski malarz i konserwator obrazów.

## Życiorys
Pochodził z rodziny szlacheckiej. Wiadomo, że w 1844 jego ojciec, Jan Kazimierz był urzędnikiem. Matką była Julianna z Zawadzkich.
Po ukończeniu gimnazjum w Radomiu, w 1844 Rycerski wstąpił do Szkoły Sztuk Pięknych w Warszawie, gdzie studiował do 1848. Jego nauczycielami byli Ksawery Kaniewski i Rafał Hadziewicz. Jego kolegami byli Wojciech Gerson, Ignacy Gierdziejewski i Franciszek Kostrzewski. Po uzyskaniu patentu, w 1849 osiedlił się w Warszawie. W tym samym roku Tomasz Zieliński, mecenas sztuki, zaprosił Rycerskiego, Gersona i Marcina Olszańskiego do Kielc. W czasie pobytu w jego pałacu, Aleksander Rycerski kopiował i konserwował obrazy z kolekcji Zielińskiego. Pozostały też po nim szkice.
Malował głównie obrazy o tematyce religijnej, portrety i typy ludzkie o charakterze rodzajowym. Wykonał wiele prac konserwatorskich, głównie w kościołach.
W 1858 był jednym z głównych współinicjatorów utworzenia Towarzystwa Sztuk Pięknych, a po jego utworzeniu został jego członkiem rzeczywistym. Kilkakrotnie brał udział w wystawach krajowych.
Wziął udział w Powstaniu Styczniowym, po upadku którego emigrował do Francji. Osiadł w Paryżu. Malował tam obrazy wskazujące na wpływ Delaroche'a. Jeden z nich Rozpustny Rzymianin był wystawiony na Salonie Paryskim.
Aleksander Rycerski zmarł w Paryżu, pochowany został na  Montmartrze, następnie szczątki przeniesiono na cmentarz Les Champeaux w Montmorency.